# Crux (jornal online)
Crux é um jornal online com foco em notícias relacionadas à Igreja Católica. De setembro de 2014 a março de 2016, foi propriedade do The Boston Globe. Desde abril de 2016, é propriedade independente.

## História
O Crux foi lançado em setembro de 2014, como parte de um projeto do The Boston Globe para patrocinar vários sites especializados. Ele cobriu a Igreja Católica e vários assuntos relativos à vida como um católico nos Estados Unidos, incluindo colunas de aconselhamento.  O Crux apresentou uma cobertura profunda da Santa Sé e empregou um correspondente do Vaticano em sua equipe editorial de seis pessoas. Seu editor associado foi John L. Allen Jr., um observador de longa data e conhecido do Vaticano. Allen, junto com Inés San Martín, hoje chefe do Bureau of Crux de Roma, e Shannon Levitt, editora associada, foram os fundadores originais do Crux, como ele se referiu ao boletim informativo depois que o The Boston Globe decidiu retirar o apoio.
Em 31 de março de 2016, The Globe encerrou sua associação com o Crux, citando uma falha em gerar receita publicitária esperada, e transferiu a propriedade do site para a equipe do Crux. Com Allen como o novo editor, o Crux recebeu patrocínio dos Cavaleiros de Colombo e de várias dioceses católicas. Em 2018, Allen continua sendo o editor.
As notícias do Crux foram citadas em vários meios de comunicação, incluindo The New York Times e The Washington Post. Escrevendo na revista italiana L'Espresso, o jornalista Sandro Magister descreveu o Crux como "o principal portal de informação católica nos Estados Unidos e talvez no mundo".